# Kormosfejű tirannusz
A kormosfejű tirannusz (Empidonax atriceps) a madarak (Aves) osztályának a verébalakúak (Passeriformes) rendjébe és a királygébicsfélék (Tyrannidae) családjába tartozó faj.

## Rendszerezése
A fajt Osbert Salvin angol ornitológus írta le 1870-ben.

## Alfajai
- Empidonax difficilis cineritius Brewster, 1888
- Empidonax difficilis difficilis S. F. Baird, 1858
- Empidonax difficilis insulicola Oberholser, 1897

## Előfordulása
Costa Rica és Panama területén honos. Természetes élőhelyei a szubtrópusi és trópusi hegyi esőerdők és magaslati füves puszták, valamint legelők. Magaslati vonuló.

## Megjelenése
Testhossza 11 centiméter.

## Természetvédelmi helyzete
Az elterjedési területe kicsi, egyedszáma ugyan csökkenő, de még nem éri el a kritikus szintet. A Természetvédelmi Világszövetség Vörös listáján nem fenyegetett fajként szerepel.